# Szemrowice
Szemrowice (dodatkowa nazwa w j. niem. Schemrowitz) – wieś w Polsce położona w Górnym Śląsku, w województwie opolskim, w powiecie oleskim, w gminie Dobrodzień.
W latach 1945–54 siedziba gminy Szemrowice. W latach 1975–1998 miejscowość administracyjnie należała do województwa częstochowskiego.

## Nazwa
W alfabetycznym spisie miejscowości na terenie Śląska wydanym w 1830 roku we Wrocławiu przez Johanna Knie wieś występuje pod niemiecką Schemrowitz. Spis wymienia także liczne pustkowia czyli zabudowania leżące w pobliżu wsi "Pustk. oder Pustkow, liess: Pustkowie (Benennung eines oder mehrerer Hauser (...)": Brzezinke, Dombrowitze, Gurasdze wymienione także  po polsku Górazdze, Kaschurowe, Koczury, Kuntny, Lubojanski, Marzatka, Prziwary, Schwedowe, Schwierkle oraz Wieschondra.
W 1936 roku hitlerowska administracja III Rzeszy, chcąc zatrzeć słowiańskie pochodzenie nazwy wsi, przemianowały ją ze zgermanizowanej na nową, całkowicie niemiecką nazwę Raunen.

## Historia
Od XIX w. do 1936 r. na pieczęci gminy widniał wizerunek lemiesza pługa w słup skierowany w dół na podłożu, po obu jego stronach po dwa kłosy. W 1936 r. wraz ze zmianami wprowadzonymi w III Rzeszy na pieczęci wprowadzono swastykę.

## Zabytki
Do wojewódzkiego rejestru zabytków wpisany jest:
- kaplica cmentarna, drewniana, z XVIII w., 1965 r.